# Vereinigungsparteitag der FDP 1990
Koordinaten: 53° 51′ 16,7″ N, 10° 41′ 20,9″ O

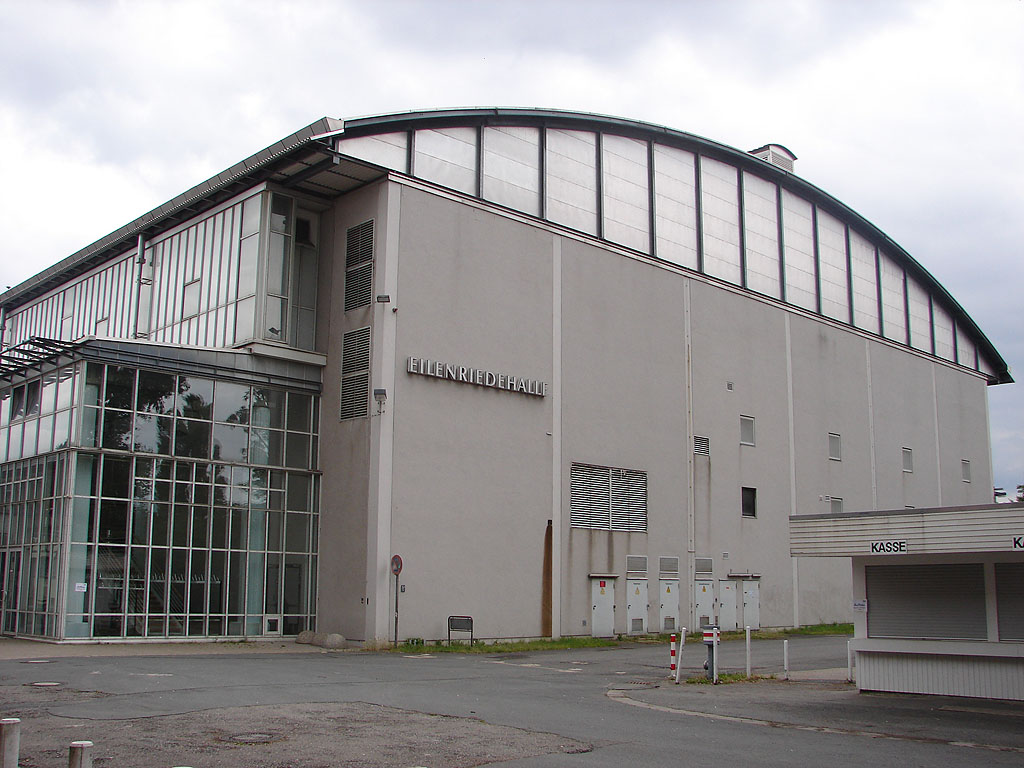
Eilenriedehalle

Den Vereinigungsparteitag 1990 hielt die FDP vom 11. bis 12. August 1990 in der Eilenriedehalle im Kongresszentrum in Hannover ab.

## Verlauf
Auf dem Parteitag schloss sich die westdeutsche FDP mit den ostdeutschen liberalen Parteien, dem Bund Freier Demokraten, der Deutschen Forumpartei und der F.D.P. der DDR, zusammen. Der Vereinigungsparteitag begann unmittelbar nach dem außerordentlichen Bundesparteitag am 11. August um 16:00 Uhr.

## Teilnehmer

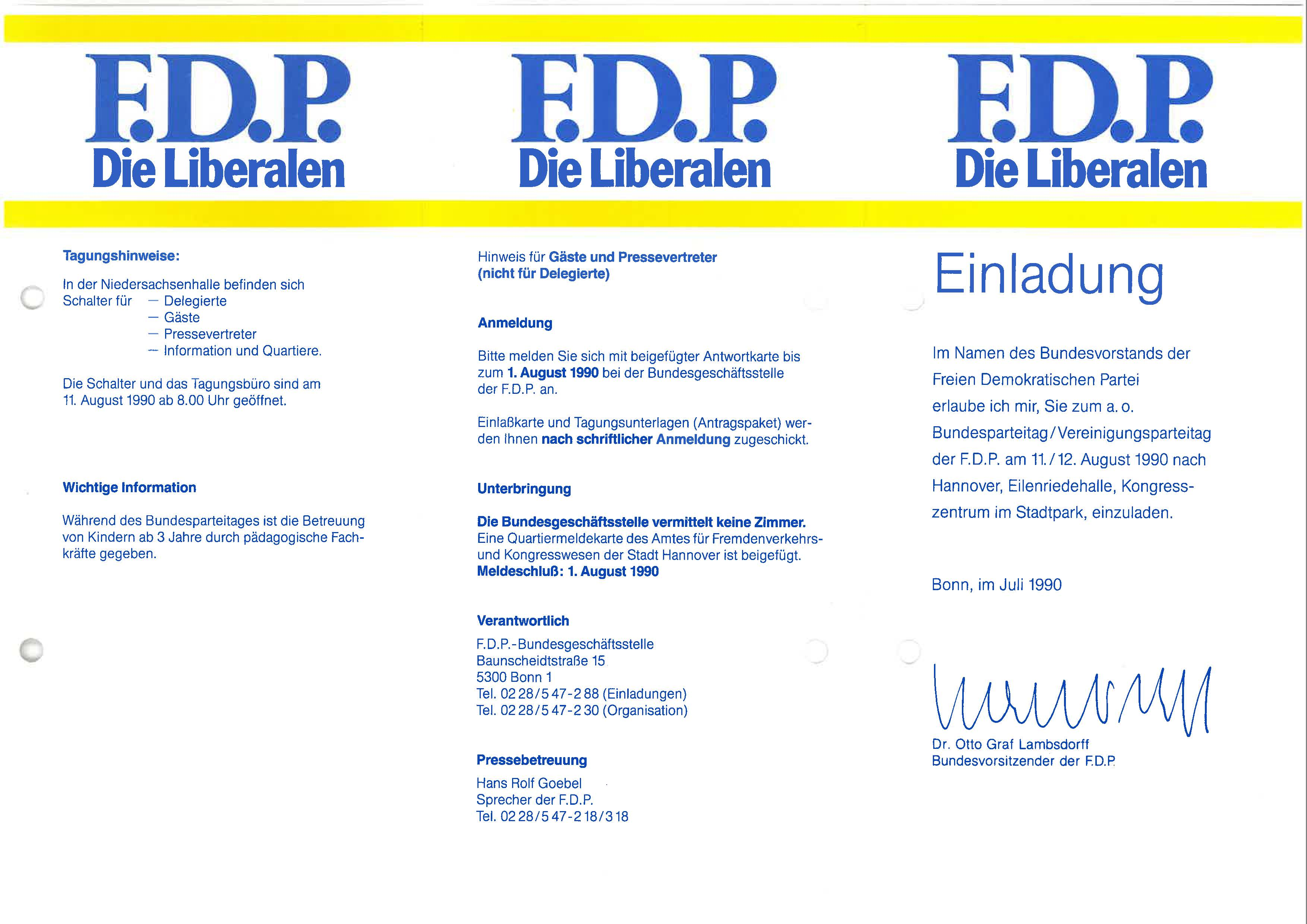
Einladung zum Vereinigungsparteitag

Insgesamt wurden zum Parteitag 662 Delegierte eingeladen. Die FDP stellte 402, der Bund Freier Demokraten 160, die Deutsche Forumpartei 45 und die F.D.P. der DDR 55 Delegierte.

### Delegierte der FDP
| Delegiertenrechte zum Bundesparteitag | Delegiertenrechte zum Bundesparteitag | Delegiertenrechte zum Bundesparteitag | Delegiertenrechte zum Bundesparteitag |
| Landesverband                         | Delegierte nach Mitgliedern           | Delegierte nach Wählerstimmen         | Summe Delegierte                      |
| ------------------------------------- | ------------------------------------- | ------------------------------------- | ------------------------------------- |
| Baden-Württemberg                     | 23                                    | 38                                    | 61                                    |
| Bayern                                | 19                                    | 31                                    | 50                                    |
| Berlin                                | 7                                     | 3                                     | 10                                    |
| Bremen                                | 2                                     | 2                                     | 4                                     |
| Hamburg                               | 6                                     | 6                                     | 12                                    |
| Hessen                                | 23                                    | 19                                    | 42                                    |
| Niedersachsen                         | 24                                    | 24                                    | 48                                    |
| Nordrhein-Westfalen                   | 62                                    | 52                                    | 114                                   |
| Rheinland-Pfalz                       | 16                                    | 13                                    | 29                                    |
| Saarland                              | 9                                     | 3                                     | 12                                    |
| Schleswig-Holstein                    | 9                                     | 9                                     | 18                                    |
| Auslandsgruppe Europa                 | 2                                     |                                       | 2                                     |

### Delegierte des Bundes Freier Demokraten
| Berlin-Ost     | 6  |
| Thüringen      | 24 |
| Brandenburg    | 25 |
| Sachsen        | 47 |
| Sachsen-Anhalt | 39 |
| Mecklenburg    | 19 |

### Delegierte der F.D.P. der DDR
| Berlin-Ost     | 4  |
| Thüringen      | 15 |
| Brandenburg    | 11 |
| Sachsen        | 9  |
| Sachsen-Anhalt | 12 |
| Mecklenburg    | 4  |

### Delegierte der Deutschen Forumpartei
| Berlin-Ost     | 6  |
| Thüringen      | 3  |
| Brandenburg    | 13 |
| Sachsen        | 13 |
| Sachsen-Anhalt | 10 |

## Einladung und Tagesordnung

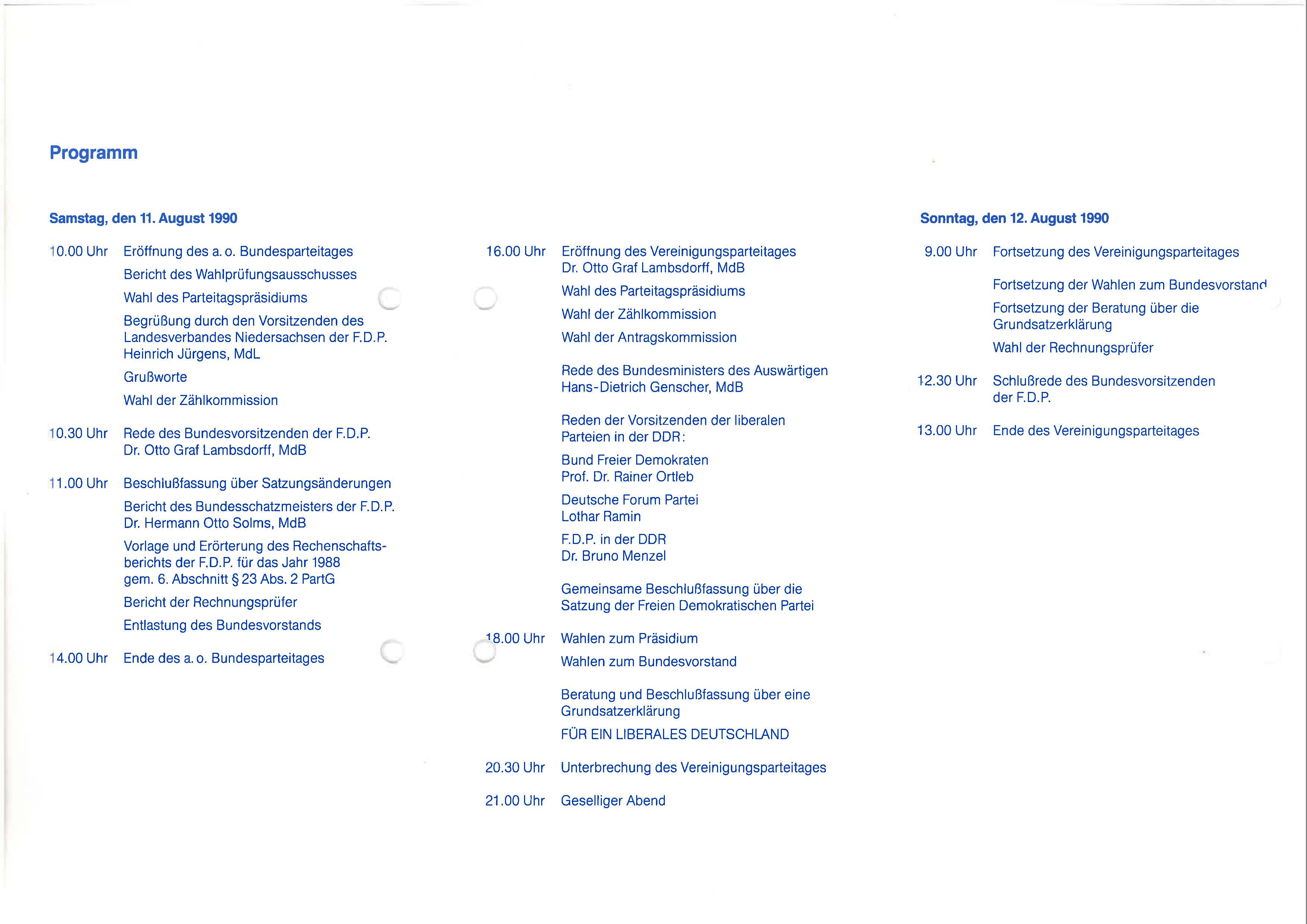
Einladung mit Tagesordnung

Die Delegierten der FDP wurden mit Schreiben vom 29. Juni 1990 durch den Parteivorsitzenden zum Vereinigungsparteitag eingeladen. Zusammen mit der Einladung wurde ein Entwurf der Tagesordnung übersandt.
Die Tagesordnung sah u. a. verschiedene Reden, Wahlen und Beschlussfassungen vor:
- Eröffnung
- Reden der Parteivorsitzenden Otto Graf Lambsdorff (FDP), Rainer Ortleb (Bund Freier Demokraten), Lothar Ramin (Deutsche Forumpartei), Bruno Menzel (F.D.P. der DDR)
- Gemeinsame Beschlussfassung über die Satzung der Freien Demokratischen Partei
- Wahlen zum Präsidium
- Wahlen zum Bundesvorstand
- Grundsatzerklärung: „Für ein liberales Deutschland“

## Bundesvorstand
Dem Bundesvorstand gehörten nach der Neuwahl 1990 an:
| Position                                 | Name | Wahlergebnis (Abg. // Gültig // Ja // Nein // Enth. // %) |
| ---------------------------------------- | --- | --- |
| Vorsitzender                             | Otto Graf Lambsdorff | 622 // 617 // 524 // 72 // 21 // 85 % |
| Stellvertretende Vorsitzende             | Irmgard Adam-Schwaetzer | 624 // 617 // 541 // 52 // 24 // 88 % |
| Stellvertretender Vorsitzender           | Rainer Ortleb | 620 // 619 // 542 // 57 // 20 // 88 % |
| Stellvertretender Vorsitzender           | Wolfgang Gerhardt | 559 // 557 // 451 // 66 // 40 // 81 % |
| Stellvertretender Vorsitzender           | Bruno Menzel | 570 // 566 // 483 // 71 // 12 // 85 % |
| Stellvertretender Vorsitzender           | Gerhart Baum | 582 // 579 // 463 // 78 // 38 // 80 % |
| Schatzmeister                            | Hermann Otto Solms | 568 // 566 // 513 // 32 // 21 // 91 % |
| Beisitzer im Präsidium                   | Walter Hirche | 568 // 563 // 489 // 40 // 34 // 87 % |
| Beisitzer im Präsidium                   | Joachim Günther | 570 // 562 // 459 // 77 // 26 // 82 % |
| Beisitzer im Präsidium                   | Georg Gallus | 565 // 560 // 390 // 139 // 31 // 70 % |
| Beisitzerin im Präsidium                 | Christiane Pätzold | 571 // 565 // 428 // 101 // 36 // 76 % |
| Beisitzerin im Präsidium                 | Ruth Wagner | 562 // 556 // 460 // 63 // 33 // 83 % |
| Generalsekretärin                        | Cornelia Schmalz-Jacobsen | 506 // 498 // 370 // 96 // 32 // 74 % |
| Ständige Vertreter:                      | Rüdiger von Wechmar (Europa-Parlament) Wolfgang Weng (Bundestagsfraktion) | |
| 1. Abteilung Beisitzer im Bundesvorstand | Olaf Feldmann Josef Grünbeck Rainer Cario Günter Rexrodt Knut Sandler Manfred Richter Robert Vogel Otto Wilke Dieter Wöstenberg Heinrich Jürgens Jürgen Möllemann Rainer Brüderle Horst Rehberger Dietmar Schicke Gerd Brunner Wolfgang Kubicki Andreas Kniepert                                              | 514 // 30 // 50 504 // 28 // 63 417 // 90 // 88 379 // 104 // 112 336 // 37 // 222 388 // 13 // 194 336 // 21 // 238 347 // 30 // 218 494 // 34 // 67 509 // 22 // 64 462 // 68 // 65 486 // 33 // 76 490 // 29 // 76 343 // 155 // 97 444 // 76 // 75 442 // 72 // 81 501 // 39 // 52 |
| 2. Abteilung Beisitzer im Bundesvorstand | Rosemarie Fuchs Hildegard Hamm-Brücher Burkhard Hirsch Guido Westerwelle Walter Goldbeck Ingo von Münch Mechthild von Alemann Uwe Ronneburger Uta Würfel Ursula Seiler-Albring Wolfgang Lüder Torsten Wolfgramm Peter Caesar Wolfgang Rauls Hartmut Sieckmann Hans-Joachim Otto Carola von Braun Arno Schmidt | 468 Stimmen 394 Stimmen 391 Stimmen 386 Stimmen 357 Stimmen 353 Stimmen 352 Stimmen 341 Stimmen 337 Stimmen 335 Stimmen 333 Stimmen 332 Stimmen 328 Stimmen 326 Stimmen 316 Stimmen 312 Stimmen 305 Stimmen 329 Stimmen (Stichwahl gegen Heinz Rogler)                                 |
| Ehrenvorsitzender                        | Walter Scheel | |

## Sonstiges
Das Tagungspräsidium wurde gebildet durch Wolfgang Lüder, Ruth Wagner, Ina Albowitz, Jürgen Neubert (F.D.P. der DDR), Reinhard Nissel (Bund Freier Demokraten).
Damit ein neuer Bundesvorstand gewählt werden konnte, hatten alle westdeutschen Vorstandsmitglieder, die im Oktober 1988 gewählt worden waren, ihren vorzeitigen Rücktritt erklärt.